# Municipio Zumpango
Koordinaten: 19° 48′ N, 99° 6′ W
Zumpango ist ein Municipio im mexikanischen Bundesstaat México. Es gehört zur Zona Metropolitana del Valle de México, der Metropolregion um Mexiko-Stadt. Der Sitz der Gemeinde ist Zumpango de Ocampo. Die Gemeinde hatte im Jahr 2010 159.647 Einwohner, ihre Fläche beträgt 224,8 km².
Der Name Zumpango kommt aus dem Nahuatl: tzompantli bedeutet „Schädelmauer“, und -co bedeutet „Ort, Stelle“, Zumpango also in etwa „Ort der Schädelmauer“.

## Geographie

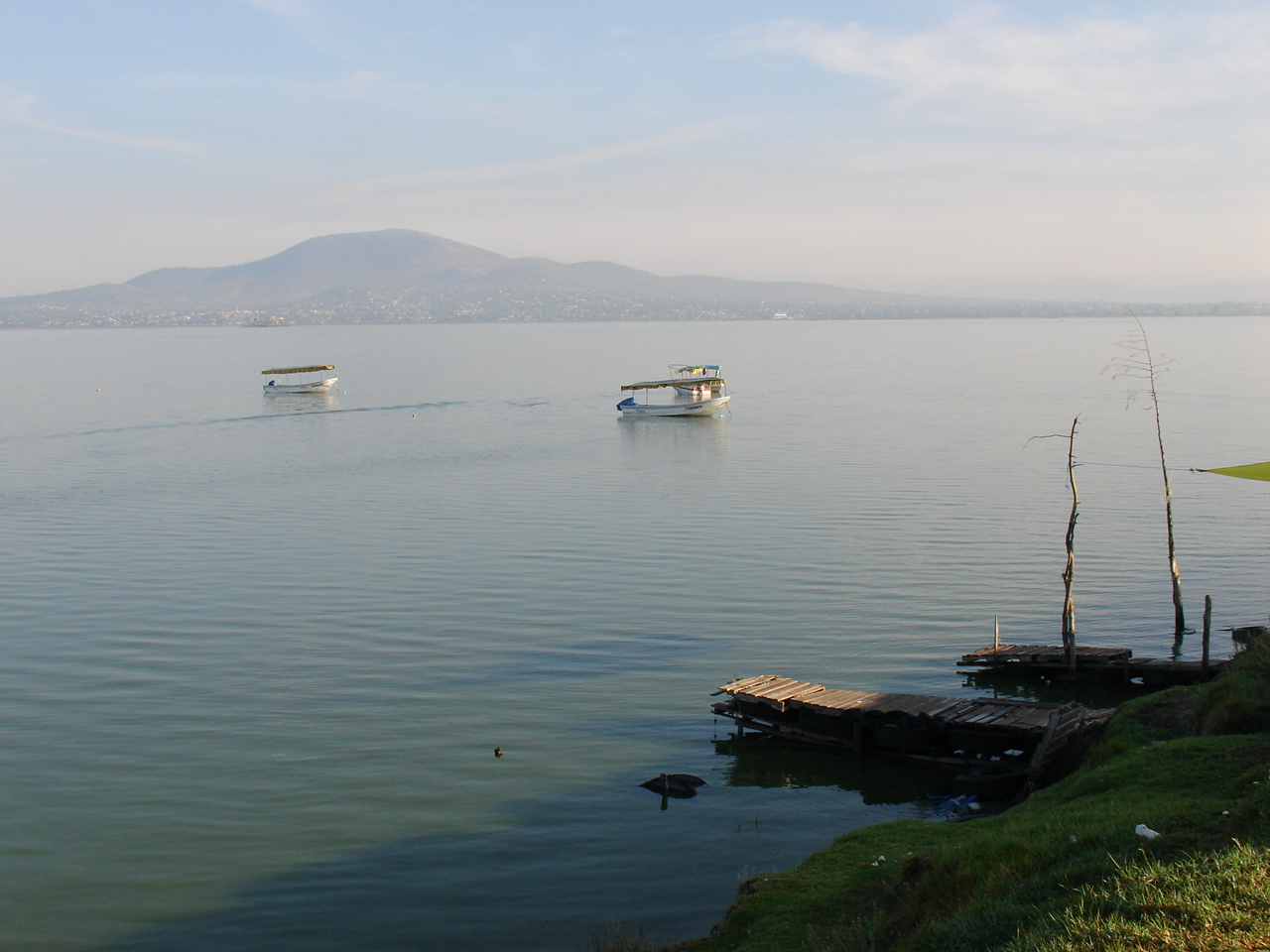
Lago de Zumpango

Einkaufszentrum Town Center Zumpango

Zumpango liegt im Norden des Bundesstaates México, etwa 55 km nördlich von Mexiko-Stadt. Der größte Teil des Municipios wird landwirtschaftlich genutzt.
Das Municipio Zumpango grenzt an die Municipios Tequixquiac, Hueypoxtla, Tecámac, Nextlalpan, Jaltenco, Teoloyucan, Coyotepec und Huehuetoca sowie ans Municipio Tizayuca im Nachbarbundesstaat Hidalgo.

## Bevölkerung
Zumpango zählte im Jahr 2010 159.647 Einwohner. Nur etwa ein Prozent der Bevölkerung Zumpangos sind Sprecher einer indigenen Sprache.

## Orte
Zumpango umfasst 68 Orte, von denen fünf mehr als 10.000 Einwohner aufweisen und weitere 13 zumindest 1.500 Einwohner haben. Die größten Orte sind:
| Ortsname                    | Einwohner (2010) |
| Zumpango de Ocampo          | 50.742           |
| San Juan Zitlaltepec        | 19.600           |
| San Bartolo Cuautlalpan     | 10.989           |
| Fraccionamiento la Trinidad | 10.230           |
| Paseos de San Juan          | 10.050           |
| San Sebastián               | 05.904           |
| Arbolada los Sauces         | 05.190           |
| San José de la Loma         | 04.223           |
| Santa María de Guadalupe    | 04.213           |
| Villas de la Laguna         | 04.024           |

## Flughafen Felipe Ángeles
Der Flughafen Felipe Ángeles befindet sich auf dem Gebiet der Muncipos Zumpango und Tecámac.